# 몰리 하건
몰리 헤이건(Molly Hagan, 1961년 8월 3일 ~ )은 미국의 배우이다.
미니애폴리스에서 태어났다.

## 출연 작품
- 뉴올리언스 전투: 네이비실 vs 좀비 (2015년)
- 위아 유어 프렌즈 (2015년) - 프렌신 역
- 더 라스트 라이트 (2014년) - 메릴 역
- 페탈 온 더 윈드 (2014년)
- BFFs (2014년)
- 애스크 미 애니씽 (2014년)
- 낫 세이프 포 워크 (2014년) - 제닌 역
- 저스트 펙 (2009년) - 미즈 시어스 역
- 프린세스 구출 대작전 (2009년)
- 미래 공동주택 (2008년)
- 헨리 풀 이즈 히어 (2008년)
- 럭키 원스 (2008년) - 팻 치버 역
- 에어 버드 4 (2002년)
- 2번 레인의 기적 (2000년)
- 모나리자와 피아니스트 (2000년)
- 일렉션 (1999년)
- 벡커 (1998년)
- 썸타임 데이 컴 백 2 (1996년)
- 덴티스트 (1996년)
- 형사 콜롬보 - 환상의 죽음 (1989년)
- 돌아오지 않는 KAL 007 (1988년)
- 사랑 연습 (1988년)
- 펫 호비 (1987년)
- 사랑시대 (1987년)
- 싸이렌스 (1985년)

### 텔레비전
- 프렌즈 (1994년)
- NCIS 시즌2 (2004년) - 오드레이 베터 역
- 아이 좀비 시즌 1 - 에바 무어 역
- 피어 잇셀프
- 낫츠 랜딩 (1979년)